# Рамазанов, Заур
Зау́р Рамаза́нов (азерб. Zaur Ramazanov; 27 июля 1976, Баку, Азербайджанская ССР, СССР) — азербайджанский футболист.
По два раза становился лучшим бомбардиром чемпионатов Азербайджана, а также «Лучшим игроком сезона» в премьер-лиге. Вошёл в историю азербайджанского футбола, как футболист, 3 года подряд выигравший Кубок Азербайджана.

## Клубная карьера
Выступал за клубы азербайджанской премьер-лиги — «Карван» (Евлах), «Хазар-Ленкорань», «Бакылы» (Баку) и «Карабах» (Агдам).

## Сборная Азербайджана
Дебютная игра в составе сборной Азербайджана состоялась в 2003 году.

## Достижения

### Командные

#### Чемпионат Азербайджана
- 2005 год — серебряный медалист чемпионата Азербайджана в составе клуба «Хазар-Ленкорань».
- 2007 год — золотой медалист чемпионата Азербайджана в составе клуба «Хазар-Ленкорань».
- 2008 год — победитель Кубка чемпионов Содружества в составе клуба «Хазар-Ленкорань».

#### Кубок Азербайджана
- 2007 год — обладатель Кубка Азербайджана в составе клуба «Хазар-Ленкорань»
- 2008 год — обладатель Кубка Азербайджана в составе клуба «Хазар-Ленкорань»
- 2009 год — обладатель Кубка Азербайджана в составе клуба «Карабах» (Агдам)[2]

### Личные
- Дважды в 2006 и 2008 годах был выбран «Лучшим футболистом Азербайджана».
- Также дважды в 2005 и 2007 годах становился лучшим бомбардиром чемпионатов Азербайджана.

## Интересные факты
- В 2007 году вошёл в список 30 лучших бомбардиров (24 место) мира, опубликованный Международной Федерацией Футбольной истории и статистики, с 21 забитыми мячами в XV чемпионате Азербайджана, где Рамазанов стал лучшим бомбардиром.[3]
- В результате смс голосования, проведённого газетой «Команда» совместно с информационным агентством «Тренд» по окончании сезона 2007/08, Заур Рамазанов был выбран «Лучшим футболистом Азербайджана» 2008 года, набрав 65 % голосов респондентов.[4]
- В 2008 году занял 6 место в списке «Лучших футболистов СНГ и стран Балтии», составленном в результате опроса российской газетой «Спорт-Экспресс».[5]
- В 2009 году вошёл в историю азербайджанского футбола, как футболист, 3 года подряд выигрывающий Кубок Азербайджана. Дважды, в 2007 и 2008 годах Рамазанов сделал это в составе команды «Хазар-Ленкорань», а в 2009 году выиграл заветный трофей в составе команды «скакунов» — «Карабах» (Агдам).[6]
- В одном из своих интервью Заур отметил, что не собирается играть в футбол до 40 лет и хотел бы завершить карьеру футболиста в 35 лет.[7]

### Личное
Младший брат Заура Агабала тоже футболист, играющий в позиции полузащитника в клубе «Сабаил» и национальной сборной Азербайджана.